# Epidemie dżumy na Malcie

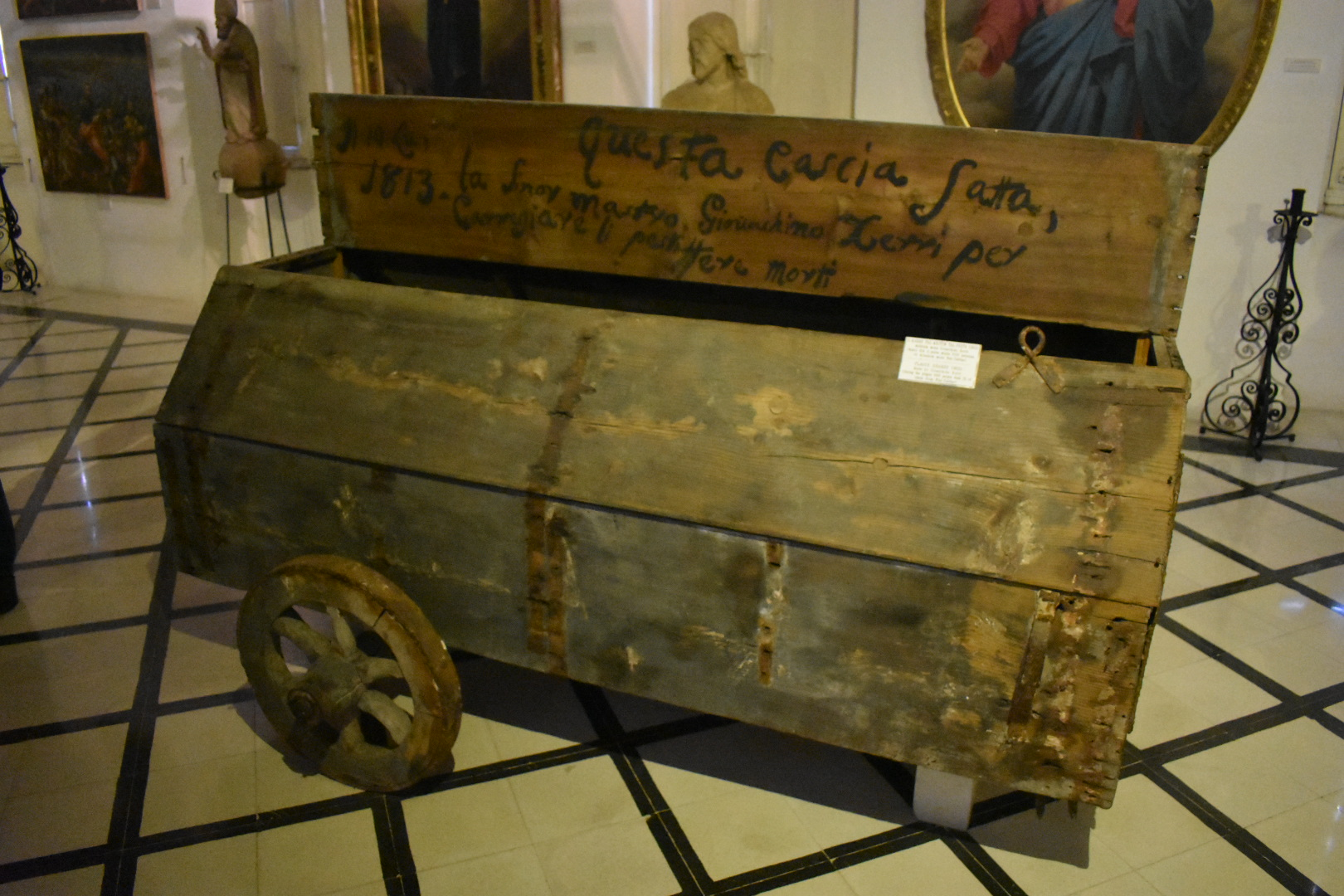
Karawan, którym przewożono ciała zmarłych podczas epidemii dżumy w 1813; dziś w muzeum sanktuarium w Żabbar

Od czasów średniowiecznych aż po rok 1945 Maltę nawiedziło kilka poważnych epidemii dżumy. W przeciągu 350 lat zebrały prawie 20 000 ofiar. Po pierwszych epidemiach wprowadzono środki zapobiegawcze, w tym bardzo aktywny lazaret, który wydawał potwierdzenie niezarażenia dla wielu statków pływających po Morzu Śródziemnym.

## Epidemie przed 1530
W okresie średniowiecza wyspy maltańskie nawiedziło wiele epidemii, o których niewiele wiadomo. Pierwsza epidemia dżumy na Malcie mogła mieć miejsce pod koniec XIII wieku, a na cmentarzu w Rabacie na Gozo mogły znajdować się szczątki ofiar tej zarazy.
Pandemia „czarnej śmierci” rozprzestrzeniła się w całej Europie od października 1347, kiedy to genueński statek przywiózł zarazę do Mesyny na Sycylii. Uważa się, że pandemia dotarła na Maltę w 1348, co ułatwiły bliskie stosunki gospodarcze i morskie między dwiema wyspami. Szczegóły dotyczące skutków pandemii na Malcie nie są znane.
Wiadomo, że inne epidemie dżumy wystąpiły w latach 1427–28, 1453, 1501, 1519 i 1523. W tym ostatnim przypadku choroba została przywleczona przez załogę schwytanego galeonu. Kiedy choroba została odkryta, władze miejskie Mdiny podjęły próbę odizolowania załogi, zatopienia statku i spalenia ładunku. Jego właściciele odmówili, lecz statek został spalony. Mimo to w Birgu wybuchała zaraza; miasto zostało otoczona kordonem i odizolowane od reszty kraju.
Poza dżumą występowały również epidemie innych chorób. Między 1453 a listopadem 1455 epidemia „morbus di la gula et di la punta”, prawdopodobnie szkarlatyna, spowodowała wiele zgonów.

## Epidemia w latach 1592–1593
Epidemia ta jest pierwszą udokumentowaną na Malcie. Choroba przybyła statkiem przypływającym z Aleksandrii. Doliczono się około 3 300 ofiar, ponad 12% całej populacji archipelagu. Początkowe podjęcie niewłaściwych kroków w związku z chorobą doprowadziło w końcu do wprowadzenia bardziej skutecznych środków – kwarantanny.

## Epidemia w 1623
Choroba wybuchła w domu Paolo Emilio Ramucciego, strażnika portu na Malcie. Następnie rozprzestrzeniła się na okoliczne domy. Władze szybko odizolowały zarażonych i zarządziły kwarantannę. Wybuch choroby został szybko stłumiony, jednak spowodował śmierć 40 osób.

## Powstanielazzaretto

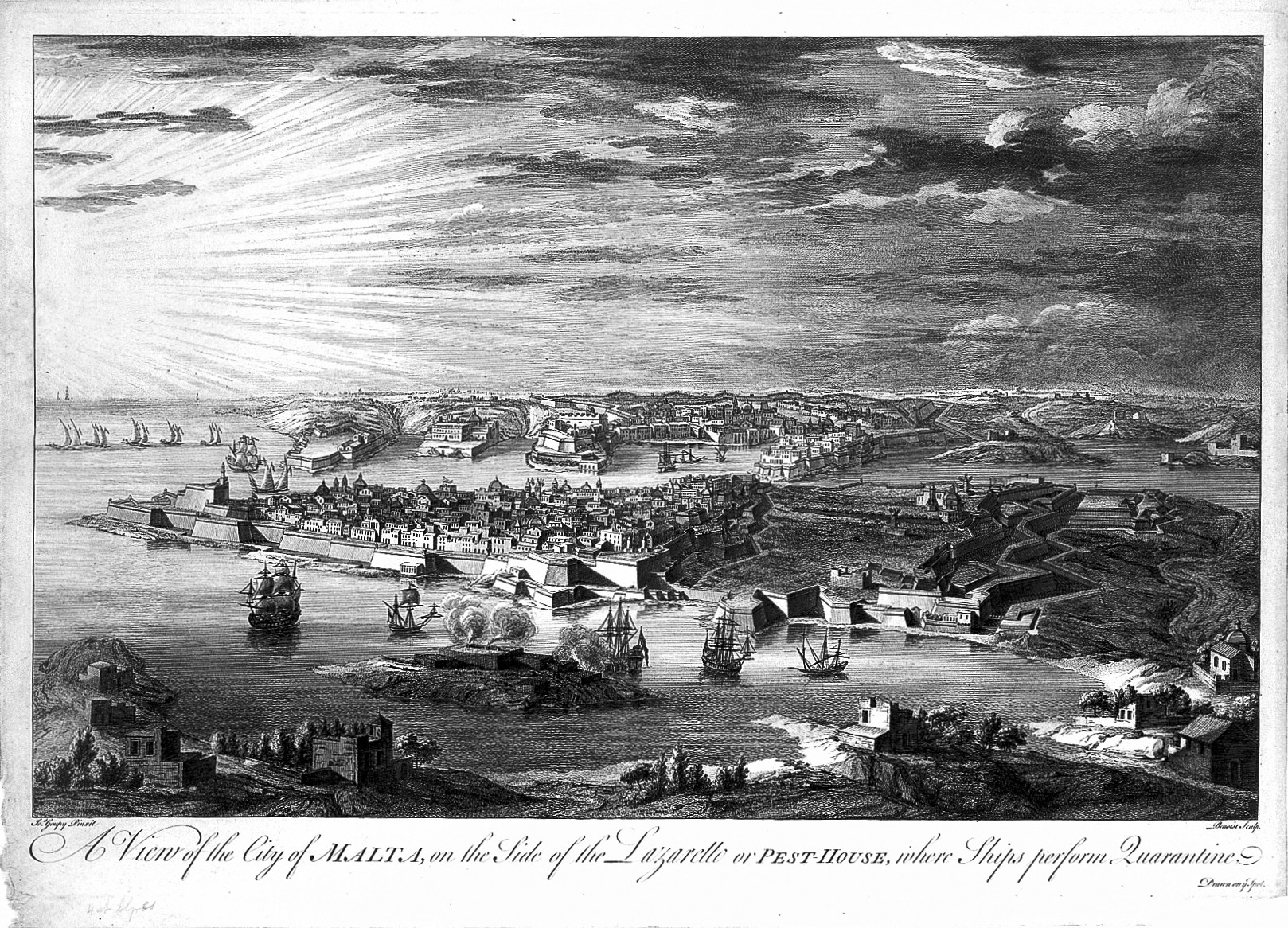
Rycina z 1770 przedstawiająca na pierwszym planie lokalizację kwarantanny na Manoel Island

Dopiero w 1643 na Malcie zorganizowano lazaret, zainstalowany na wyspie w zatoce Marsamxett, co nastąpiło dość długo po lazaretto w Wenecji otwartym w 1403, czy Marsylii w 1526. Ale jego organizacja szybko stała się bardzo wydajna, co uczyniło Maltę jednym z najbezpieczniejszych portów na Morzu Śródziemnym. Odtąd maltańskie potwierdzenie niezarażenia, wydane po kwarantannie kontrolowanej przez władze sanitarne, było jednym z najbardziej uznawanych. Umożliwiało ono statkom lądowanie bezpośrednio w portach Europy zachodniej. Organizacja miała ugruntowaną pozycję, a port był dobrze zaopatrzony, dlatego przystanek sanitarny na Malcie był często wykorzystywany, co było jednym z motorów rozwoju gospodarczego Malty.

## Epidemia w 1655
Trzecia epidemia rozpoczęła się we wrześniu 1655 w domu przy Porta Maggiore (dziś Brama Wiktorii) w pobliżu miejsca kotwiczenia statków przychodzących z Lewantu. Podobno właściciel domu miał kontakt z członkiem załogi zakażonego statku i przeniósł chorobę na mieszkającą w Żejtun siostrę. Kiedy choroba rozprzestrzeniła się na innych członków rodziny, władze natychmiast zarządziły kwarantannę, izolując w lazzaretto osoby mające z nią kontakt. Epidemia została szybko opanowana; zanotowano około stu pacjentów, z których 52 przeżyło dzięki skutecznej opiece medycznej. Oszacowano pięćdziesiąt ofiar.

## Epidemia w latach 1675–1676
Ta czwarta epidemia nieznanego pochodzenia była najbardziej śmiercionośną ze znanych na Malcie. Zabiła około 11 300 osób, tj. około jednej czwartej ówczesnej populacji Malty, z jeszcze większą ilością ofiar na obszarze Grand Harbour, z których wiele stanowili rycerze Zakonu. Bardzo przydatną okazała się pomoc francuskich lekarzy i chirurgów z Marsylii.

## Epidemia w latach 1813–1814
Epidemia ta, pierwsza pod brytyjską administracją, została przywleczona statkami z Aleksandrii. Choroba najpierw powoli rozprzestrzeniła się na Vallettę, zanim spustoszyła jej obrzeża, a zwłaszcza miasta Żebbuġ i Qormi, gdzie zmarło około 15% ich mieszkańców. Późniejsze drakońskie środki ostatecznie położyły kres pladze, która jednak pod koniec epidemii na krótko dotarła na Gozo.
Pomiędzy kwietniem 1813 a wrześniem 1814 epidemia zabiła 4 668 mieszkańców z populacji Malty szacowanej na około 100 000 osób, przy całkowitej śmiertelności od 4 do 6%.

## Epidemia w 1917
Mała epidemia dżumy zaatakowała 8 dokerów w Grand Harbour, powodując między 2 marca a 2 kwietnia 1917 cztery zgony. Choroba rozpoczęła się od otwarcia skrzyni przybyłej z Mezopotamii, gdzie wówczas trwała epidemia.

## Epidemia w latach 1936–1937

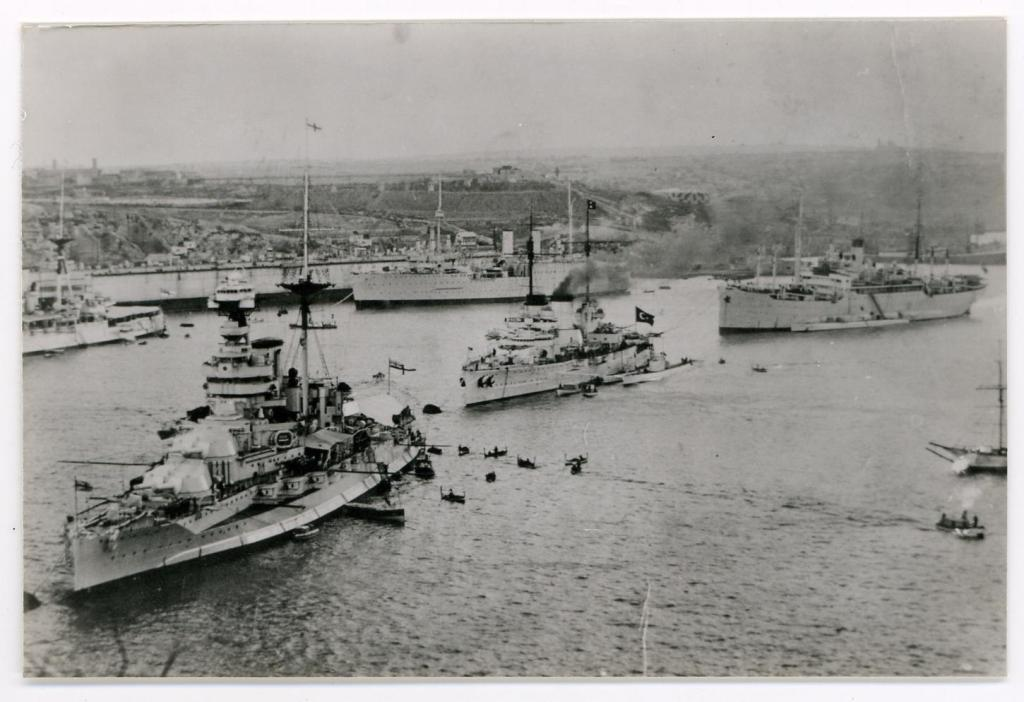
Grand Harbour w 1936

Zaraza zaczęła się w 1936 w Qormi u rodziny Grechów, piekarzy z ulicy Raffaella. Pierwszą osobą z objawami – dymienicą i wysoką gorączką, był dziadek, który następnie zmarł 8 kwietnia. 13 kwietnia choroba zabrała jego 42-letniego syna. 20-letni wnuk również uległ zarażeniu, przewieziono go do lazaretu, gdzie przeżył. Wtedy dżuma zacząła docierać do sąsiadów. Pochodzenie zarazy pozostaje niejasne, być może z bel siana i słomy importowanych z Tunezji. W sumie w ciągu 13 miesięcy epidemii w Qormi zostało dotkniętych zarazą osiem osób, z których cztery zmarły. Wokół Qormi założono kordon ochronny, który okazał się jednak nieskuteczny. Zaraza wkrótce rozprzestrzeniła się na sąsiednią wioskę Żebbuġ, gdzie jedenaście osób zostało zarażonych, z których trzy zmarły, w tym 7-letnia dziewczynka. Chorobę stwierdzono także w Rabacie, Mtaħleb, Marsie, Attard, Moście, i być może Gozo. Zaraza utrzymywała się do 1937, z następnymi pięcioma przypadkami w Luqa, w tym jednym śmiertelnym, i jednym przypadkiem w Qrendi.
W sumie, według różnych źródeł, zainfekowanych zostało od 25 do 33 osób, z których zmarło 8 do 12.

## Literatura
- Chapitre XI. l'Irrésistible ascension du commerce. W: Anne Brogini: Malte, frontière de chrétienté (1530–1670). Publications of the French School of Rome, 2005. ISBN 978-2-7283-0742-5. (fr.).
- Bartolomeo Dal Pozzo: Historia della sacre religione militare di S. Giovanni gerosolimitano della di Malta. Venezia: Gerolamo Albrizzi, 1715. (wł.).
- Louis François Villeneuve-Bargemont: Monumens des grands-maîtres de l'Ordre de Saint-Jean de Jérusalem ou Vues des tombeaux élevés à Jérusalem, à Ptolémaïs, à Rhodes, à Malta, etc., accompagnés de notices historiques sur chacun des grands-maîtres. Paris: J.J. Blaise, 1829. (fr.).